# Charles Gunn
Pour les articles homonymes, voir Charles Gunn (athlétisme) et Gunn.
Charles Gunn est un personnage fictif créé par Joss Whedon pour la série télévisée Angel. Il est joué par l'acteur J. August Richards et doublé en version française par Bertrand Liebert. Le personnage apparait pour la première fois dans le 20e épisode de la série (Frères de sang). Il reste alors un des personnages principaux jusqu'à la fin de la série. Il apparaît aussi dans les comics Angel: After the Fall, la suite de la série télévisée en bande dessinée.

## Biographie fictive

### Jeunesse
Charles Gunn est né en Californie, dans la ville de Los Angeles, en 1978. Il survit longtemps dans un quartier malfamé de la ville, où il intègre un gang afin de combattre les vampires, dès l'âge de 12 ans. Il en devient très vite le leader. Malgré cette lourde tâche, il prend aussi soin de sa toute jeune sœur, Alonna. À 17 ans, cette rude vie l'incite à ne se croire aucun avenir. Il vend alors son âme au démon Jenoff (détail que l'on apprend dans l'épisode Quitte ou double de la saison 3 où il parvient à se libérer de ce marché). En 2000, il rencontre Angel dans l'épisode Frères de sang et, après avoir été obligé de tuer sa sœur transformée en vampire, il rejoint Angel Investigations.

### Angel Investigations
Il faut un long moment avant qu'Angel parvienne à gagner la confiance de Gunn. Mais le vampire est très intéressé par les capacités de combattant du jeune homme. Les nombreux combats gagnés avec les membres d'Angel Investigations vont l'éloigner de ses anciens camarades de guerre. Plusieurs fois, il abandonne Angel et ses amis pour rejoindre son gang, pensant appartenir à cette vie du passé. Une remise en question incessante le pousse à comprendre qu'il ne souhaite qu'une chose, vivre et combattre aux côtés de ses nouveaux amis (épisode Le Sens de la mission). 
Progressivement, il est attiré par Fred, et ses sentiments envers la jeune fille passent rapidement d'un besoin de la protéger à un amour véritable. Gunn et Fred entament une liaison amoureuse à partir de l'épisode Les Coulisses de l'éternité. Gunn tue par la suite l'ancien professeur de Fred, par vengeance (épisode L'Ombre des génies). En effet, cet homme avait envoyé Fred dans un monde parallèle pendant plusieurs années, un monde où elle était obligée de se cacher dans une grotte hostile pour survivre et où elle faillit perdre son humanité. Mais ce meurtre les sépare définitivement, sans pour autant détruire leur amitié. Il a une brève liaison avec Gwen Raiden dans l'épisode Opération Lisa.

### Wolfram & Hart
Lorsque Wolfram & Hart demande au groupe de reprendre les commandes de la firme, Gunn change radicalement. Il subit une intervention scientifique qui lui permet de maîtriser parfaitement le domaine du droit et le rend capable de parler plusieurs langues des démons (épisode Conviction). Son intelligence fait alors de lui l'un des piliers de la firme. Mais ces dons se détériorent et les faire revenir a un prix : il doit signer un papier qui permettra à « une antiquité » (explication donnée par le scientifique qui a donné le don à Gunn) de rentrer sur le territoire américain (épisode Les Marionnettes maléfiques). Cette antiquité est en fait le sarcophage du démon Illyria qui tue Fred (épisode Un trou dans le monde). Considérant Gunn comme en partie responsable de la mort de Fred, Wesley le poignarde à l'abdomen mais la blessure n'est pas mortelle (épisode Coquilles). 
Gunn, qui se sent toujours coupable, accepte d'être enfermé dans une dimension démoniaque à la place de Lindsey McDonald, où il écope de la sentence infligée à ce dernier par les Associés Principaux : se faire arracher le cœur à de multiples reprises (épisode Sous la surface). Illyria le délivre deux épisodes plus tard (épisode Bombe à retardement). Ces épreuves font de Gunn un homme meilleur et, dans le dernier épisode de la série, il est chargé de tuer le sénateur Helen Brucker, membre du Cercle de l'Aiguille Noire et protégée par plusieurs vampires. Il accomplit sa tâche mais est gravement blessé. Il se tient néanmoins aux côtés d'Angel, Spike et Illyria pour combattre jusqu'au bout les démons envoyés contre eux par les Associés principaux de Wolfram & Hart.

### Dans les comics
Il combat bien jusqu'à la mort puisqu'on le retrouve dans Angel: After the Fall, la suite en comics de la série, en tant que vampire. Bien qu'il se nourrisse d'humains, le personnage tente de prouver qu'il peut faire le bien, même sans âme. Il tue ainsi un des seigneurs-démons de Los Angeles et semble en vouloir à Angel, à qui il n'aurait jamais dû faire confiance. Gunn se rattache à une photo de l'équipe (de la saison 4) pour garder ce point de vue et ne pas sombrer totalement dans le mal. Par ailleurs, la première personne qu'il a tuée en tant que vampire est celui qui l'a engendré, après que celui-ci lui eut révélé quelle était sa nouvelle nature et que Los Angeles était en Enfer. Gunn affronte néanmoins plusieurs fois Angel et ses alliés. Angel se rend compte que les Associés principaux ne peuvent se permettre de le laisser mourir et provoque Gunn pour que celui-ci le tue. Les Associés principaux inversent alors le cours du temps jusqu'au combat de la dernière scène de la série télévisée, ce qui permet à Angel d'empêcher que Gunn ne soit transformé en vampire. Gunn reste un temps dans le coma avant de se remettre et de réintégrer Angel Investigations.
Gunn apparaît ensuite dans Angel & Faith, où il envoie des rapports à Angel sur Connor et ses autres relations à Los Angeles pendant que le vampire est à Londres.